# Rosas de otoño (película de 1943)
Rosas de otoño es una película española estrenada en 1943 y dirigida por Juan de Orduña, aunque Eduardo Morera también aparecía en los créditos.  Es el primer largometraje que adaptó la obra teatral homónima de Jacinto Benavente. Hubo una adaptación anterior de 1931 con el mismo nombre y en formato de cortometraje dirigida por Eduardo Morera.

## Sinopsis
Isabel y Gonzalo son un matrimonio de la alta sociedad, cuya relación está tambaleándose a causa de las aventuras amorosas del marido. Ambos terminarán relacionándose con una pareja de estafadores: Josefina, que se dedica a chantajear a Isabel, y Adolfo, que intentará timar a Gonzalo en su negocio.

## Reparto
- María Fernanda Ladrón de Guevara como Isabel
- Mariano Asquerino como Gonzalo
- Marta Santaolalla como	María Antonia
- Luchy Soto como Josefina
- Julia Lajos como Laura
- Fernando Fernán Gómez como Adolfo Barona
- José María Seoane como	Federico Reinosa
- Luis Prendes como Pepe